# 6th (Inniskilling) Dragoons

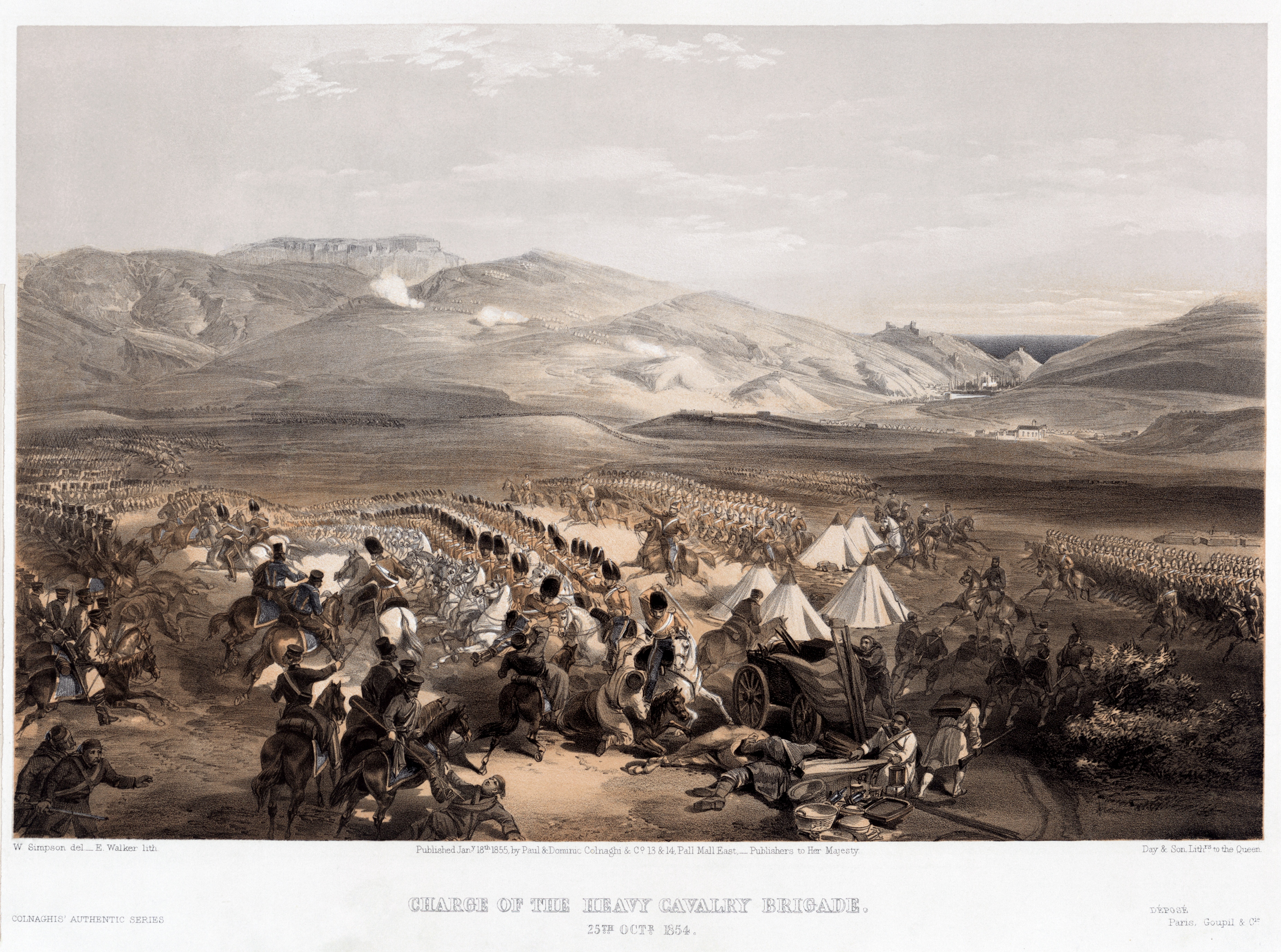
La charge de cavalerie des dragons d’Enniskillen à la Bataille de Balaklava (lithographie de William Simpson, 1854).

Le 6th (Inniskilling) Dragoons était un régiment de cavalerie (dragons) de la British Army, créé pour la première fois en 1689. Il a servi près de trois siècles, avant d'être amalgamé avec le 5th/6th Dragoons qui deviendra par la suite le 5th Royal Inniskilling Dragoon Guards en 1922.
Les « Skins », comme ils étaient appelés, sont un des quatre régiments ancêtres des Royal Dragoon Guards.
Le régiment a été créé pour la première fois sous le nom de Sir Albert Cunningham's Regiment of Dragoons en 1689 et classé comme la 6th Dragoons. Il eut en 1701, avec le commandant Cadogan, l'un de ses plus illustres officiers. Cette unité a pris plus tard le surnom de « Black Dragons » et en 1751 elle a été officiellement appelée le 6th (Inniskilling) Regiment of Dragoons, puis plus tard simplement le 6th (Inniskilling) Dragoons.
Il s'agit d'un régiment de cavalerie célèbre, dont un des plus importants faits d'armes a été la bataille de la Boyne en 1690. Ils se battaient également lors de la bataille de Waterloo et de nouveau pendant la guerre de Crimée, notamment lors de la bataille de Balaklava.
La Première Guerre mondiale a sonné le glas de la cavalerie, l'armée britannique a réorganisé et réduit ses corps de cavalerie par la dissolution ou la fusion de plusieurs de ses régiments en 1922 dans le cadre des « réformes Geddes ».

## Note
1. ↑  
D’après (en) Winston S. Churchill, Marlborough: His Life and Times, Book one, Londres, George G. Harrap & Co. Ltd., 1933 (réimpr. University of Chicago Press, sept. 2002), 1050 p. (ISBN 0-226-10633-0), p. 465